# Liber catenatus

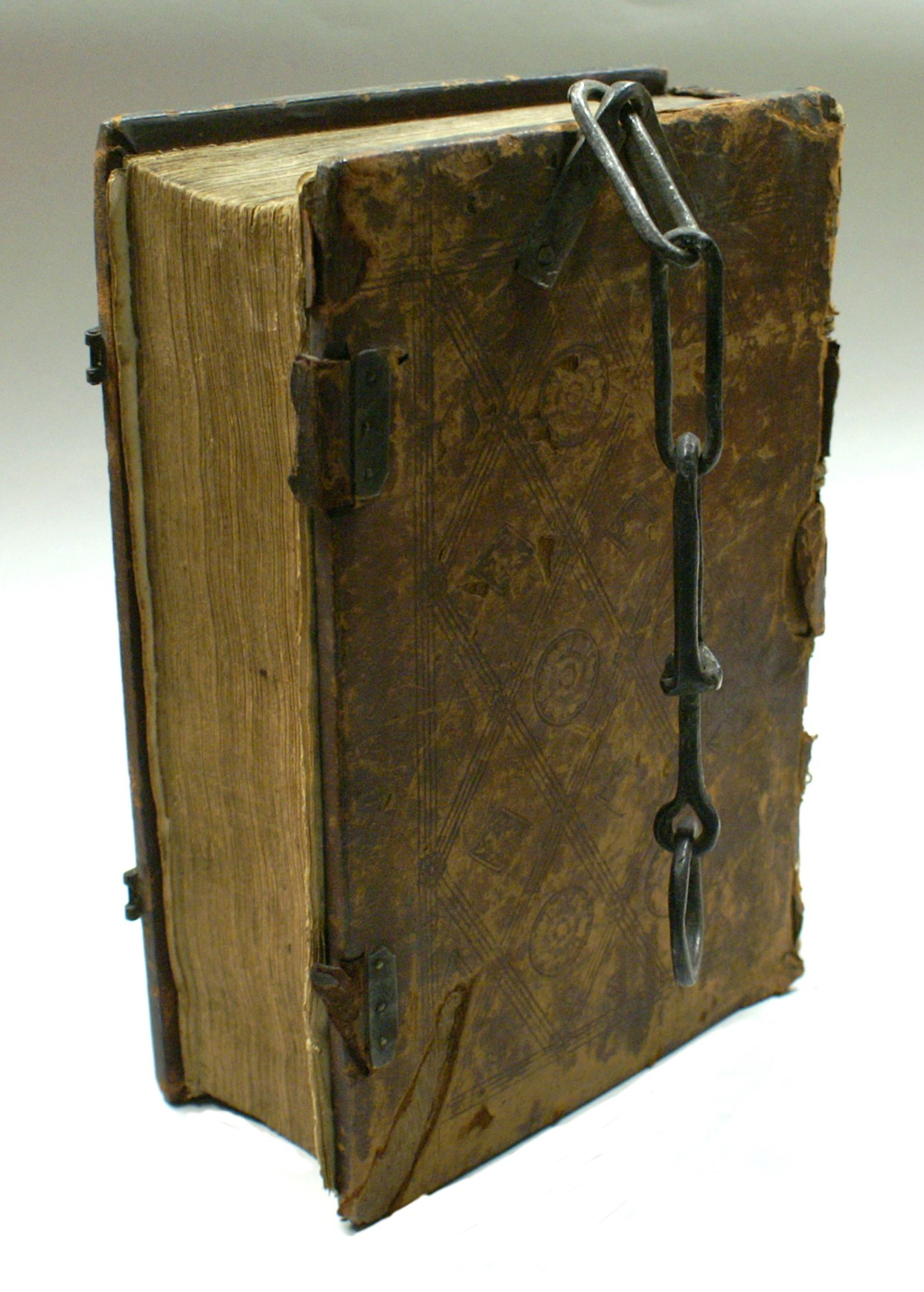
En "kedjebok" från 1500-talet.

Liber catenatus (latin för ’fastkedjad bok’), en bok som med länkar är fäst vid en mur, en pulpet och dylikt. I äldre tider, då böcker var dyrare och sällsyntare än idag var det inte ovanligt att man med fastlåsning skyddade de böcker, som var ämnade att användas av allmänheten, till exempel i kyrkor, kloster, skolor och andra inrättningar. 

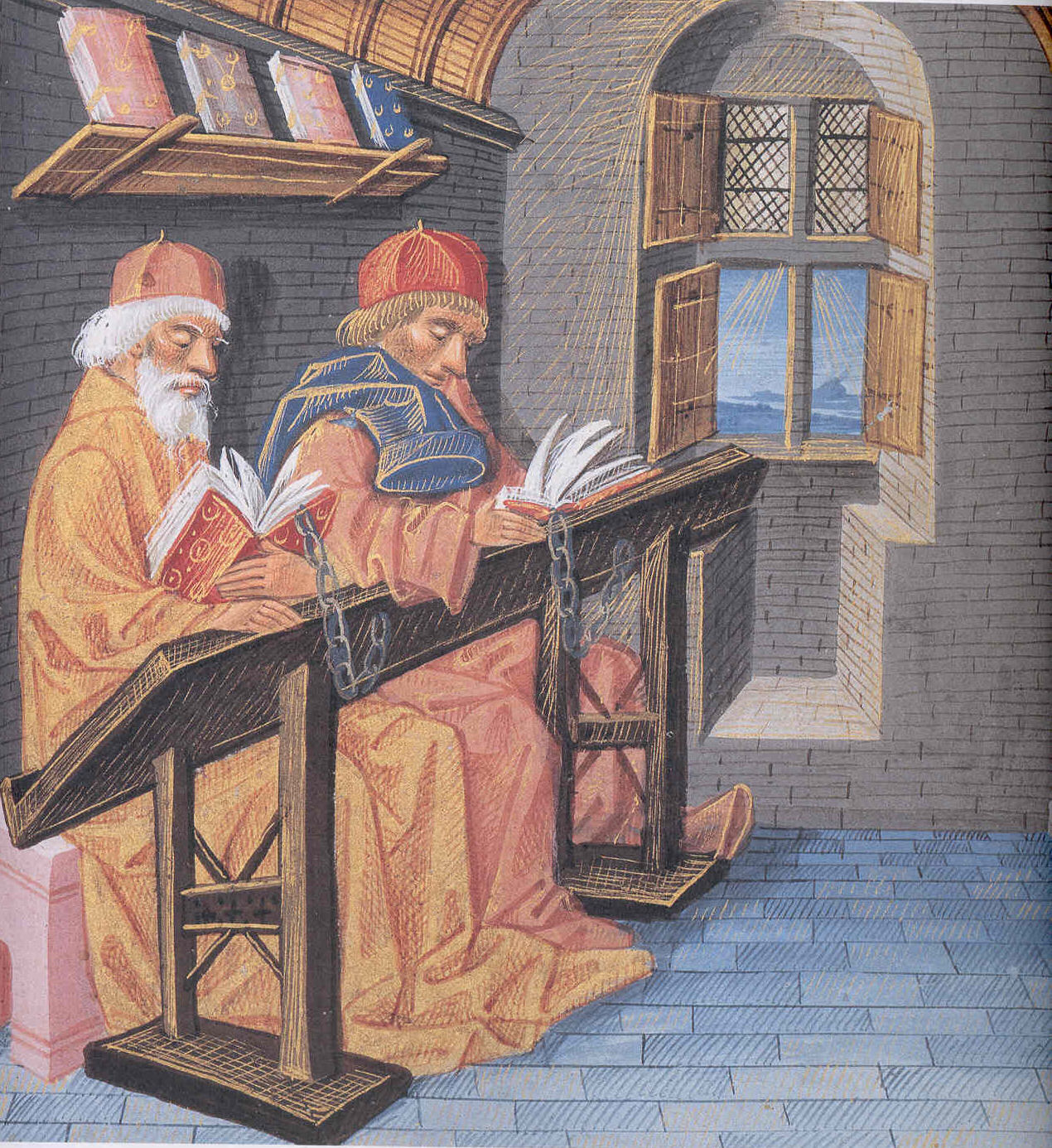
Läsare i ett bibliotek med kedjade böcker omkring år 1500. Slottet i Chantillys museum

Libri catenati är inte särskilt sällsynta i äldre offentliga boksamlingar. Carl von Linné berättade i sin bok Skånska resa att vid hans besök i Malmö svenska kyrka (1749) förvarades i ett rum bakom altaret där 47 stora volymer ("theologica, chronologica och lexica") vilka samtliga var fastlänkade med järnkedjor vid korstolarna. Såsom utgörande en del av det så kallade Dringenbergska liberiet har dessa böcker i senare tid införlivats med Malmös allmänna läroverks bibliotek. På de flesta av dem är kedjorna numera försvunna. Kungliga biblioteket i Stockholm har en folioupplaga av Justinianus’ Pandectse (Leiden, 1514), vars band ännu har kedjor hängande vid träpärmarna. Även den i samma bibliotek befintliga Gigas librorum har varit en "liber catenátus".